# جيه. وليامز (طبيب قلب)
جيه. وليامز (بالإنجليزية: J. C. P. Williams)‏ (و. 1922  م) هو طبيب قلب، وطبيب، وعالم نيوزلندي، ولد في ويلينغتون.

## التعليم
تعلم في جامعة فيكتوريا
.